# Grobes Verschulden (173 AO)
Der Begriff grobes Verschulden hat seine besondere Bedeutung für das Steuerrecht Deutschlands bei der Aufhebung oder Änderung von Steuerbescheiden wegen neuer Tatsachen oder Beweismittel im Sinne des  § 173 Abgabenordnung (AO).
Dieser Begriff ist in der Abgabenordnung nicht genau definiert, findet aber seine ausführliche Erläuterung im Anwendungserlass zur Abgabenordnung (AEAO zu § 173 AO Tz. 5–6).
Gemäß § 173 Abs. 1 AO sind die Steuerbescheide bis zum Ablauf der Festsetzungsfrist auch nach dem Ablauf der Einspruchsfrist (im Sinne des § 355 AO) aufzuheben oder zu ändern, wenn neue Tatsachen oder Beweismittel nachträglich bekannt werden, die
- zu einer höheren Steuer führen (Korrektur des Steuerbescheides zuungunsten des Steuerpflichtigen i. S. d.  § 173 Abs. 1 Nr. 1 AO)
- zu einer niedrigen Steuer führen (Korrektur des Steuerbescheides zugunsten des Steuerpflichtigen i. S. d. § 173 Abs. 1 Nr. 2 S. 1 AO) und den Steuerpflichtigen kein grobes Verschulden am nachträglichen Bekanntwerden trifft.[1]

Das Vorliegen des groben Verschuldens bei der Korrektur des Steuerbescheids zugunsten des Steuerpflichtigen stellt demnach ein zusätzliches und ein entscheidendes Merkmal des Tatbestands dar. Damit soll verhindert werden, dass der Steuerpflichtige nach bestandskräftiger Veranlagung willkürlich neue Tatsachen zu seinen Gunsten vorträgt.

## Definition grobes Verschulden
„Grobes Verschulden bedeutet Vorsatz oder grobe Fahrlässigkeit.“

### Vorsatz
Vorsatz bedeutet Handeln mit Wissen und Wollen. Der Steuerpflichtige kennt seine Mitwirkungs- und Erklärungspflicht und verletzt diese bewusst mit dem Willen, dass bestimmte steuerrelevante Tatsachen nicht berücksichtigt werden. Dieser Fall kommt beispielsweise vor, wenn der Steuerpflichtige steuermindernde Tatsachen verschweigt, da diese mit den steuererhöhenden Tatsachen zusammenhängen. Ausreichend ist dabei der bedingte Vorsatz, d. h. dass der Steuerpflichtige die Verletzung der Mitwirkungspflicht billigend in Kauf nimmt.

### Grobe Fahrlässigkeit
Grobe Fahrlässigkeit liegt vor, wenn der Steuerpflichtige bei der Abgabe der Steuererklärung „die Sorgfalt, zu der er nach seinen persönlichen Fähigkeiten verpflichtet und imstande ist, in ungewöhnlich hohem Maße und nicht entschuldbarer Weise verletzt.“ Dies ist zum Beispiel der Fall, wenn der Steuerpflichtige vergisst, dem Finanzamt steuerrelevante Tatsachen mitzuteilen.
Die Korrektur des Steuerbescheides nach § 173 Abs. 1 Nr. 2 S. 1 AO ist allerdings bei Vorliegen einer „groben, nicht einer leichten Fahrlässigkeit“ untersagt. Der Gesetzgeber geht bei der Bestimmung der groben Fahrlässigkeit von einem „subjektiven Verschulden“ aus. Das heißt die Bestimmung der Schwere der Verletzung der Sorgfaltspflicht richtet sich nach den Umständen und Gegebenheiten des Einzelfalls sowie nach den individuellen Kenntnissen und Fähigkeiten des einzelnen Steuerpflichtigen.
Dabei ist zu beachten, dass für die Rechtskundigen, die auf dem Gebiet des Steuerrechts tätig oder hierfür vorgebildet sind (z. B. Steuerberater, Finanzberater, Finanzbeamter, aber nicht Juristen oder Anwälte) höhere Anforderungen zu stellen sind, als an die Steuerpflichtigen, für die die Steuer lästige Folge ihrer Tätigkeit ist.
Auch wird ein offensichtliches Versehen (beispielsweise bloße Irrtümer, Verwechseln, unabsichtliche Schreibfehler) als kein grobes Verschulden eingesehen.

## Beispiele und erste Beispielsfälle

### Beispiele für grobes Verschulden
- der Steuerpflichtige gibt trotz Aufforderung keine Steuererklärung ab;
- der Steuerpflichtige missachtet ausdrückliche Hinweise der Finanzbehörde in Vordrucken, Merkblättern usw.;
- der Steuerpflichtige verstößt gegen Grundsätze der ordnungsgemäßen Buchführung;
- der Steuerpflichtige beachtet eine in einem Steuererklärungsformular ausdrücklich gestellte Frage aus einem ganz bestimmten Sachverhalt nicht.[11]

### Fall 1
Der Steuerpflichtige Meier stellt 6 Monate nach Erhalt seines Steuerbescheides 2012 fest, dass er in seiner ESt-Erklärung 2012 übersehen hat, seine Kirchensteuer als Sonderausgaben anzugeben. Er beantragt beim Finanzamt den Steuerbescheid zu ändern.
Nach Ablauf eines Monats (Einspruchsfrist im Sinne des § 355 AO) ist der Steuerbescheid unanfechtbar geworden. Das bedeutet, der Steuerpflichtige kann weder einen Einspruch nach § 347 AO einlegen noch einen Antrag auf schlichte Änderung (nach § 172 Abs. 1 Nr. 2a 2te Halbsatz AO) stellen. Somit käme in diesem Fall nur noch eine Korrektur des Steuerbescheides innerhalb gemäß § 173 Abs. 1 Nr. 2 S. 1 AO in Frage. Diese ist allerdings nicht zulässig, da den Steuerpflichtigen ein grobes Verschulden (grobe Fahrlässigkeit) trifft. Die Änderung des Steuerbescheides ist ausgeschlossen.

### Fall 2
Ein Kfz-Mechaniker machte in seiner Steuererklärung keine Ausgaben für das Arbeitszimmer geltend. Nach bestandkräftiger Veranlagung begehrte er erstmals die Anerkennung der Kosten für das Arbeitszimmer.
Das Finanzamt lehnte die Änderung nach §173 Abs. 1 Nr. 2 S. 1 AO „wegen groben Verschulden“ ab. Der BFH entschied dagegen, dass der Steuerpflichtige nicht habe wissen müssen, dass man Arbeitszimmerkosten steuerlich absetzen könne. In den damaligen Erklärungsvordrucken habe kein ausdrücklicher Hinweis auf das Arbeitszimmer gestanden.

## Unerheblichkeit des groben Verschuldens i.S.d.  §173 Abs.1 Nr. 2 S.2 AO
Das Vorliegen eines groben Verschulden des Steuerpflichtigen ist nach § 173 Abs. 1 Nr. 2 Satz 2 AO unbeachtlich, wenn die Tatsachen oder Beweismittel, die zu einer niedrigeren Steuer führen, „in einem unmittelbaren oder mittelbaren Zusammenhang mit Tatsachen oder Beweismitteln“ stehen, die zu einer höheren Steuer führen.
Das heißt, dass der steuererhöhende Vorgang ohne den steuermindernden Vorgang nicht denkbar ist.
Wenn zum Beispiel nach Ermittlung bisher nicht bekannter und nicht erfasster Betriebseinnahmen die zu diesen Einnahmen gehörende Betriebsausgaben ebenfalls berücksichtigt werden.
In diesem Fall können die steuermindernden Tatsachen in voller Hohe berücksichtigt werden, auch dann, wenn den Steuerpflichtigen ein grobes Verschulden an die nachträgliche Bekanntgabe der steuerrelevanten Tatsachen betrifft.

## Grobes Verschulden – Handlung durch mehrere Personen
Trifft mehrere Personen die Erklärungs- und Mitwirkungspflicht darf der Steuerbescheid nach §173 Abs. 1 Nr. 2 S. 1 AO dann nicht aufgehoben und geändert werden, wenn eine von diesen Personen ein grobes Verschulden an dem nachträglichen Bekanntwerden der steuerrelevanten Tatsachen betrifft.
Das ist beispielsweise der Fall, wenn mehrere Geschäftsführer eine Kapitalgesellschaft nach außen vertreten.

### Fall 3
A und B sind Geschäftsführer der X-GmbH. Sie erklären nachträglich Betriebsausgaben. A trifft daran kein grobes Verschulden, während B diese grob fahrlässig zunächst nicht erklärt hat.
Das grob schuldhafte Verhalten des B reicht aus, um eine Änderung des Steuerbescheides nach § 173 Abs 1 Nr. 2 S. 1 AO zu versagen.

## Zurechnung bei Zusammenveranlagung
Bei der Zusammenveranlagung wird das grobe Verschulden eines Ehegatten dem anderen als eigenes Verschulden zugerechnet.

## Zurechnung bei Bevollmächtigten oder Hilfspersonen
Außerdem hat der Steuerpflichtige das grobe Verschulden vom in Anspruch genommenen Bevollmächtigten oder der Hilfsperson (jeweils im Sinne des § 80 AO, beispielsweise seines Steuerberaters) als eigenes Verschulden sich zurechnen lassen. Dabei liegt es in der Verantwortung des Steuerpflichtigen, seinem steuerlichen Berater alle steuerrelevanten Unterlagen zur Verfügung zu stellen, alle Erklärungen und Anmeldungen fristgerecht abzugeben und die von dem Steuerberater gefertigte Steuererklärung ausschließlich nach der sorgfältigen Durchsicht zu unterschreiben. Wird die vom Steuerberater erstellte Steuererklärung von dem Steuerpflichtigen unterschrieben und werden dabei steuerrelevante Tatsachen übersehen oder vergessen, kann der Steuerpflichtige diese Steuererklärung nach seiner Bestandskraft nicht mehr zu seinen Gunsten nach § 173 Abs. 1 Nr. 2 Satz 1 AO ändern.

### Fall 4
Der Steuerpflichtige S hat im Veranlagungszeitraum 2011 EUR 5.000 an Fachliteratur und Fortbildungsschulungen ausgegeben. Seine Steuererklärung hat er von seinem Steuerberater B erstellen lassen. Der bisher immer zuverlässige B hat vergessen die Fortbildungskosten in den Steuerbescheid einzutragen. Die von ihm vorbereitete Steuererklärung lag er S zur Prüfung und Unterzeichnung vor. S unterschrieb die Steuererklärung ganz ohne Durchsicht, da er seinem Steuerberater vollkommen vertraute. Nachdem der Steuerbescheid unanfechtbar geworden ist, ist S. bei Durchsicht der Unterlagen aufgefallen, dass die Fortbildungskosten in seiner Steuererklärung 2011 gar nicht eingetragen wurden. S war wütend und beantragte beim Finanzamt eine Änderung des Steuerbescheides wegen neuen Tatsachen im Sinne des § 173 Abs. 1 Nr. 2 S. 1 AO. Seine Begründung lautete, dass nicht er, sondern sein schlampiger Steuerberater B schuld daran sei, dass die Fortbildungskosten in die Steuererklärung nicht eingetragen wurden.
Das Finanzamt lehnte den Korrekturantrag des S mit der Begründung ab, dass S seine Mitwirkungspflichten verletzt hat, in dem er ohne sorgfältige Durchsicht die Steuererklärung unterschieben hat. Wäre die Steuererklärung von ihm sorgfältig geprüft geworden, hätte ihm auffallen müssen, dass die Fortbildungskosten nicht erfasst wurden. Somit hat der Steuerpflichtige das grobe Verschulden des Steuerberaters sich zurechnen lassen müssen. Die Korrektur des Steuerbescheides nach § 173 Abs. 1 Nr. 2 S. 1 AO ist ausgeschlossen.
Es ist allerdings zu beachten, dass der Steuerberater, der für die Vorbereitung der Steuererklärung Mitarbeiter einsetzt, Sorgepflichten bezüglich der Auswahl seiner Mitarbeiter trägt und die Steuererklärung in ihrer vollständigen Form dem Steuerpflichtigen zur Prüfung und Unterzeichnung überlässt.

## Feststellungslast
Im Zweifel liegt die Feststellungslast für das fehlende grobe Verschulden beim Steuerpflichtigen, da er eine für ihn günstigere Besteuerung begehrt.